# Las Heras (Santa Cruz)
Las Heras è un comune (municipio in spagnolo) dell'Argentina, appartenente alla provincia di Santa Cruz, nel dipartimento di Deseado.
La città, sorta lungo la ferrovia in costruzione, assunse nel corso del tempo diversi nominativi, finché l'11 luglio 1921 assunse il nome attuale.
In base al censimento del 2001, nel territorio comunale dimorano 10.688 abitanti, con un incremento del 46% rispetto al censimento precedente (1991).